# 21 мая
21 мая — 141-й день года (142-й в високосные годы) по григорианскому календарю.
До конца года остаётся 224 дня.
До 15 октября 1582 года — 21 мая по юлианскому календарю, с 15 октября 1582 года — 21 мая по григорианскому календарю.
В XX и XXI веках соответствует 8 мая по юлианскому календарю.

## Праздники и памятные дни

### Международные
- ООН — Всемирный день культурного разнообразия во имя диалога и развития (c 2003).
- Международный день космоса (в 1998 предложил Эндрю Томас)[2].
- Международный день чая.

### Национальные
- Греция — Пировассия (огнехождение).
- Индия — День борьбы против терроризма (в память Раджива Ганди).
- Россия:
  - День военного переводчика[3];
  - День защиты от безработицы[4];
  - День памяти жертв Кавказской войны;
  - День полярника[5];
  - День работника БТИ (инвентаризатора);
  - День Тихоокеанского флота;
  -  Татарстан — День официального принятия ислама Волжской Булгарией[6].
- Черногория — День референдума независимости (с последующим провозглашением независимости 3 июня 2006)
- Чили — День Военно-Морского флота[7].
- Болгария — Предой.
- Казахстан — День работника культуры и искусства.

### Религиозные
Православие
- Память апостола и евангелиста Иоанна Богослова (98—117);
- память мучеников Святого Секунда и его прихожан (?—357);
- память преподобного Арсения Великого (449—450);
- память преподобных Арсения трудолюбивого (XIV) и Пимена постника (XII), Печерских, в Дальних пещерах;
- память мученика Никифора Зайцева (1942).

Прочие христианские:
- Память святого Коптской церкви Авраама Египетского.

### Именины
- Православные: Арсений, Иван, Никифор, Пимен[8][9].

## События

### До XIX века
- 613 — когурёско-суйские войны: Ян-ди перешёл реку Ляохэ и напал на Когурё[10].
- 878 — Аглабиды взяли Сиракузы после 9-месячной осады.
- 996 — 16-летний Оттон III коронован как император Священной Римской империи.
- 1091 — произошло первое видимое из Русских земель и описанное в источниках[11] кольцеобразное затмение Солнца[12].
- 1349 — в Сербии принят Законник Стефана Душана.
- 1499 — правителем с неограниченными полномочиями Эспаньолы (так назвал Христофор Колумб открытый им остров Гаити) вместо адмирала назначен Франсиско Бовадилья.
- 1502 — мореплаватель Жуан да Нова, состоящий на службе у португальцев, открыл остров Святой Елены в Южной Атлантике, расположенный в 1950 км к западу от Африки и площадью 122 км².
- 1635 — Франция вступает в Тридцатилетнюю войну (1618—1648).
- 1662 — английский король Карл II вступает в брак с португальской принцессой Катариной Браганса.
- 1674 — при поддержке Франции Ян III Собеский избран королём Речи Посполитой.
- 1731 — для охраны побережий и островов Тихого океана, открытых русскими землепроходцами и мореплавателями, создана Сибирская военная флотилия с главной базой в Охотске.
- 1765 — в Виндзоре (Новая Шотландия) открыта первая в Канаде сельскохозяйственная выставка.
- 1792 — произошло извержение[англ.] вулкана Ундзен. Входит в пятёрку самых разрушительных извержений в истории человечества по количеству человеческих жертв — 15 000 человек.

### XIX век
- 1804 — в Париже открылось кладбище Пер-Лашез.
- 1809 — в ходе Войны пятой коалиции произошла Асперн-Эсслингская битва.
- 1813 — сражение при Бауцене.
- 1840 — Новая Зеландия объявлена британской колонией.
- 1848 — на Невском проспекте торжественно открылся «Пассаж» — крытая галерея с 64 торговыми помещениями.
- 1851
  - В Австралии обнаружено первое золото.
  - Отмена рабства в Колумбии.
- 1853 — натуралист-самоучка Филипп Генри Госсе выставил в лондонском Риджентс-парке открыт «Водный виварий» — по сути, первый аквариум.
- 1864 — окончание битвы при Спотсильвейни в ходе Гражданской войны в США.
- 1879 — в ходе Тихоокеанской войны произошло Сражение при Икике между чилийским корветом «Esmeralda[исп.]» и перуанским монитором «Huáscar».
- 1881 — Клара Бартон учредила Американский Красный Крест.
- 1892 — в Милане прошла премьера оперы Руджеро Леонкавалло «Паяцы».
- 1894 — открыт Манчестерский канал[13].

### XX век
- 1903 — в Йорктоне (Саскачеван, Канада) русские духоборы в знак протеста против притеснений прошли по улицам голыми.
- 1904 — в Париже основана ФИФА — Международная федерация футбола.
- 1916 — в Великобритании введено «летнее» время (через несколько недель после Германии).
- 1917 — Великий пожар в Атланте.
- 1918 — в Киеве представители различных партий сформировали Украинский национально-государственный союз.
- 1919
  - На Украине большевиками национализированы все речные и морские корабельные предприятия.
  - Вышел Декрет СНК о предварительной цензуре книг и запрете несанкционированного создания частных издательств.
- 1921
  - На Украине создана комиссия по ликвидации неграмотности во главе с Г. Петровским.
  - Подписан Союзный договор между РСФСР и Грузинской ССР.
- 1924 — студенты университета Чикаго Леопольд и Лёб убили 14-летнего Бобби Фрэнкса.
- 1925 — в США Клэренс Бердсай применил глубокую заморозку для сохранения продуктов, прошедших предварительно кулинарную обработку.
- 1928
  - Уолт Дисней получил патент на монопольное использование образа Микки Мауса.
  - В СССР арестован русский богослов, философ Павел Флоренский.
- 1931 — автожир КАСКР-II был показан на смотре авиационной техники руководителям партии.
- 1944 — на плебисците в Исландии жители поддержали решение парламента об отделении от Дании, 17 июня была провозглашена республика.
- 1945 — Сирия и Ливан провозгласили свою независимость от Франции.
- 1946 — закон о национализации угольных шахт в Англии.
- 1947 — постановление ЦК ВКП(б) о колхозном строительстве в Прибалтийских республиках.
- 1961 — в СССР прошла первая телетрансляция матча футбольной сборной из-за рубежа (Польша — СССР).
- 1965 — принят флаг канадской провинции Онтарио.
- 1966 — Ольстерские добровольческие силы объявили войну Ирландской республиканской армии в Северной Ирландии.
- 1968 — вышел на экраны фильм Георгия Натансона «Ещё раз про любовь», в котором играли Татьяна Доронина, Александр Лазарев, Олег Ефремов.
- 1969 — первый полёт транспортного самолёта Ан-26.
- 1977 — завершены съёмки фильма Фрэнсиса Форда Копполы «Апокалипсис сегодня».
- 1979
  - Бунт Белой ночи.
  - Элтон Джон дал в Ленинграде первый из восьми концертов в Советском Союзе, став первой западной звездой рок-музыки, выступившей в СССР.
- 1982 — Фолклендская война: Великобритания начала высадку морского десанта на Фолклендских островах.
- 1991
  - убийство Раджива Ганди.
  - начался IV съезд народных депутатов РСФСР, который принял Закон о Президенте РСФСР.
  - лидеры Демократического Союза Валерия Новодворская и Владимир Данилов арестованы и помещены в тюрьму Лефортово за призывы к развалу СССР.
- 1992 — В соответствии с решением правительства Республики Молдова № 330 «Бельцкий государственный педагогический институт» был реорганизован в «Бельцкий государственный университет имени Алеку Руссо».
- 1993 — кинорежиссёр Никита Михалков избран главой Российского фонда культуры.
- 1994 –  Создана непризнанная Демократическая Республика Йемен, президентом стал Али Салем Аль-Бейд
- 1996 — в Петербурге площадь между Российской академией наук и Санкт-Петербургским государственным университетом названа площадью академика Сахарова в честь 75-й годовщины со дня его рождения.
- 1997 — в Вашингтоне американская компания «Mattel», продающая по всему миру миллионы кукол Барби, провела презентацию своего нового изделия — куклы Бэкки, «политкорректно» именуемой «частично нетрудоспособной подружкой Барби». Подружка-калека продаётся в комплекте с инвалидной коляской традиционного для изделий «Matell» розового цвета.
- 1998 — индонезийский президент Сухарто подал в отставку после 32 лет правления[14].
- 2000 — в Швейцарии на референдуме большинство жителей проголосовали за расширение отношений с Европейским союзом.

### XXI век
- 2001 — крупнейшие автопроизводители подписали договор об учреждении альтернативного чемпионата мира в классе «Формула-1».
- 2003 — одно из самых скандальных в СНГ представлений для молодёжи — фестиваль современной музыки «Казантип», ежегодно проводившийся в Крыму, объявлен в автономной республике «персоной нон грата».
- 2004
  - Депутаты парламента Грузии на пленарном заседании 21 мая во втором и третьем слушании утвердили законопроект «О государственном гимне», предложенный президентом Грузии. Музыка гимна является обработкой композитора Иосифа Кечакмадзе мотивов из опер «Абессалом и Этери» и «Даиси» грузинского композитора-классика Закария Палиашвили. Автором текста гимна является современный грузинский поэт Давид Маградзе.
  - Президент Турции Ахмет Недждет Сезер подписал пакет законов о внесении поправок в конституцию страны, необходимых для вступления Турции в Евросоюз.
- 2006 — в Черногории состоялся референдум о независимости.
- 2007 — на всемирно известном клипере «Катти Сарк» произошёл пожар, серьёзно повредивший корабль.
- 2008 — «День йода» в Санкт-Петербурге: по городу прокатывается волна слухов о якобы произошедшем на Ленинградской АЭС выбросе в атмосферу радиоактивных веществ. В аптеках Санкт-Петербурга раскуплен весь запас иодсодержащих препаратов.
- 2017
  - Последнее представление цирка Ringling Bros. and Barnum & Bailey Circus, существовавшего более 140 лет.
  - Премьера третьего сезона телесериала «Твин Пикс».
- 2019 — Microsoft выпустила Windows Server 2019.
- 2024 —происшествие с Boeing 777 над Мьяунгмьой. 1 погибший, 104 раненых

## Родились

### До XIX века
- 1471 — Альбрехт Дюрер (ум. 1528), немецкий живописец, гравёр и график эпохи Возрождения.
- 1527 — Филипп II Габсбург (ум. 1598), король Испании (1556—1598) и король Португалии (1580—1598).
- 1688 — Александр Поуп (ум. 1744), английский поэт, один из крупнейших авторов британского классицизма.
- 1759 — Жозеф Фуше (ум. 1820), французский политический и государственный деятель.
- 1780
  - Иван Теребенёв (ум. 1815), русский скульптор-монументалист и график.
  - Элизабет Фрай (ум. 1845), одна из первых английских феминисток, реформатор тюремной системы в Великобритании.
- 1792 — Гаспар-Гюстав Кориолис (ум. 1843), французский математик, физик-механик и инженер.
- 1793 — Шарль Поль де Кок (ум. 1871), французский писатель-прозаик, драматург и поэт.
- 1799 — Мэри Эннинг (ум. 1847), британский палеонтолог-любитель, собирательница окаменелостей.

### XIX век
- 1806 — Александр Кошелев (ум. 1883), русский публицист и общественный деятель, славянофил.
- 1820 — Мишель Ленц (ум. 1893), люксембургский поэт, автор текста гимна Люксембурга «Ons Hémécht».
- 1843
  - Шарль Альбер Гоба (ум. 1914), швейцарский политик, лауреат Нобелевской премии мира (1902), в 1905—1914 гг. глава Международного бюро мира.
  - Луи Рено (ум. 1918), французский юрист, специалист по международному праву, лауреат Нобелевской премии мира (1907).
- 1844 — Анри Руссо (ум. 1910), французский художник-примитивист.
- 1851 — Леон Буржуа (ум. 1925), французский политик, премьер-министр Франции (1895—1896), лауреат Нобелевской премии мира (1920).
- 1855 — Эмиль Верхарн (ум. 1916), бельгийский поэт, драматург и литературный критик, адвокат.
- 1860 — Виллем Эйнтховен (ум. 1927), нидерландский физиолог, основоположник электрокардиографии, лауреат Нобелевской премии (1924).
- 1866 — Павел Долгоруков (расстрелян в 1927), российский политик, один из лидеров Партии народной свободы, депутат II Государственной думы.
- 1872 — Тэффи (урожд. Надежда Лохвицкая; ум. 1952), русская писательница, поэтесса, мемуаристка, переводчица.
- 1878 — Гленн Хаммонд Кёртисс (ум. 1930), американский пионер авиации, изобретатель гидроплана.
- 1880 — Тудор Аргези (наст. имя Ион Нае Теодореску; ум. 1967), румынский поэт, прозаик и литературный критик.
- 1886 — Михаил Зенкевич (ум. 1973), русский советский поэт, прозаик и переводчик.
- 1898 — Арманд Хаммер (ум. 1990), американский промышленник и коллекционер произведений искусства.

### XX век
- 1901 — Сергей Туманский (ум. 1973), конструктор авиадвигателей, академик АН СССР, Герой Социалистического Труда.
- 1902 — Марсель Брёйер (ум. 1981), венгерский, немецкий и американский архитектор и дизайнер.
- 1904 — Роберт Монтгомери (ум. 1981), американский актёр театра, кино и телевидения, кинорежиссёр, продюсер.
- 1907 — Константин Иванов (ум. 1984), дирижёр, композитор, народный артист СССР.
- 1908 — Борис Сотсков (ум. 1972), советский учёный и педагог, специалист в области механики и автоматики.
- 1909 — барон Ги де Ротшильд (ум. 2007), банкир, член французской ветви финансовой династии Ротшильдов.
- 1913 — Джина Бахауэр (ум. 1976), выдающаяся греческая пианистка.
- 1914 — Ромен Гари (при рожд. Роман Кацев; покончил с собой в 1980), французский писатель, лауреат Гонкуровской премии.
- 1916 — Гарольд Роббинс (известен также как Фрэнсис Кейн; ум. 1997), американский писатель.
- 1917 — Реймонд Бёрр (ум. 1993), канадско-американский актёр кино и телевидения.
- 1919 — Вера Алтайская (ум. 1978), советская актриса театра и кино.
- 1921
  - Валентина Караваева (наст. имя Алла; ум. 1997), советская актриса театра и кино.
  - Андрей Сахаров (ум. 1989), советский физик и общественный деятель, один из создателей советской водородной бомбы, лауреат Нобелевской премии мира (1975).
- 1924
  - Борис Васильев (ум. 2013), русский писатель и сценарист, лауреат Государственной премии СССР.
  - Виктор Монюков (наст. фамилия Франке; ум. 1984), советский театральный актёр, режиссёр и педагог.
- 1928
  - Юрий Бабаев (ум. 1986), советский физик-ядерщик, член-корреспондент АН СССР, Герой Социалистического Труда.
  - Игорь Кон (ум. 2011), советский и российский социолог, психолог, антрополог, сексолог, философ.
- 1929 — Борис Зайденберг (ум. 2000), советский и украинский актёр, заслуженный артист РСФСР.
- 1934
  - Глеб Панфилов, кинорежиссёр и сценарист, народный артист РСФСР.
  - Бенгт Самуэльссон (ум. 2024), шведский биохимик, лауреат Нобелевской премии по физиологии и медицине (1982).
- 1937 — Софико Чиаурели (ум. 2008), советская и грузинская актриса.
- 1940 — Тони Шеридан (ум. 2013), британский певец и гитарист, исполнитель раннего рок-н-ролла.
- 1941 — Анатолий Левченко (ум. 1988), советский космонавт, Герой Советского Союза.
- 1945
  - Марк Авербух (ум. 2006), советский, российский кинорежиссёр, оператор, продюсер.
  - Эрнст Мессершмид, немецкий учёный и астронавт.
- 1946 — Николай Досталь (ум. 2023), советский и российский кинорежиссёр, сценарист и актёр, народный артист РФ.
- 1947 — Виктор Степанов (ум. 2005), советский, российский и украинский актёр театра и кино, заслуженный артист РСФСР.
- 1948 — Лео Сейер (наст. имя Джерард Хью Сэйер), британский автор песен и поп-исполнитель.
- 1949 — Любовь Полищук (ум. 2006), советская и российская актриса театра и кино, певица, педагог, народная артистка РФ.
- 1951 — Юрий Чайка, российский государственный и политический деятель.
- 1955 — Сергей Шойгу, российский государственный деятель, министр обороны РФ (2012—2024), Герой РФ, генерал армии.
- 1956 — Тассило Тирбах (ум. 2025), немецкий фигурист-парник из ГДР, чемпион мира (1982) и Европы (1982, 1983).
- 1959 — Ник Кассаветис, американский киноактёр, кинорежиссёр и сценарист.
- 1960
  - Джеффри Дамер (ум. 1994), американский серийный убийца, каннибал и насильник.
  - Владимир Сальников, советский пловец, 4-кратный олимпийский чемпион, многократный чемпион мира и Европы.
- 1962 — Олег Фомин, советский и российский актёр, режиссёр и продюсер театра, кино и телевидения.
- 1963 — Елена Водорезова, советская фигуристка, тренер по фигурному катанию.
- 1964 — Иван Белла, первый словацкий космонавт.
- 1966 — Лиза Эдельштейн, американская актриса и драматург.
- 1969 — Георгий Гонгадзе (убит 2000), украинский журналист.
- 1972 — The Notorious B.I.G. (убит 1997), американский рэпер.
- 1974 — Файруза Балк, американская актриса кино, телевидения и озвучивания.
- 1976 — Стюарт Бингем, английский игрок в снукер, чемпион мира (2015).
- 1978 — Дэвид Колдер, канадский гребец.
- 1985
  - Александр Дале Оен (ум. 2012), норвежский пловец.
  - сэр Марк Кавендиш, британский велогонщик, рекордсмен по победам на этапах «Тур де Франс».
- 1986 — Марио Манджукич, хорватский футболист.
- 1990 — Тириль Экхофф, норвежская биатлонистка, двукратная олимпийская чемпионка, многократная чемпионка мира.
- 1992 — Оливия Олсон, американская певица и актриса.
- 1996 — Карен Хачанов, российский теннисист.

## Скончались

### До XIX века
- 252 — Сунь Цюань (р. 182), первый правитель царства У эпохи Троецарствия.
- 1254 — Конрад IV (р. 1228), король Германии (с 1237), король Сицилии (с 1250), король Иерусалима (с 1228).
- 1471 — Генрих VI (р. 1421), король Англии (1422—1461, 1470—1471), из династии Ланкастеров.
- 1542 — Эрнандо де Сото (р. ок. 1495), испанский мореплаватель и конкистадор.
- 1616 — Кузьма Минин, один из организаторов и руководителей Земского ополчения 1611—1612.
- 1563 — Мартинас Мажвидас (р. ок. 1510), автор и издатель первой литовской книги (1547).
- 1619 — Джироламо Фабрицио (р. 1537), итальянский хирург и анатом, основоположник эмбриологии.
- 1639 — Томмазо Кампанелла (р. 1568), итальянский философ.
- 1715 — Пьер Маньоль (р. 1638), французский ботаник.
- 1771 — Кристофер Смарт (р. 1722), английский поэт.
- 1786 — Карл Вильгельм Шееле (р. 1742), шведский химик-фармацевт, первооткрыватель кислорода.
- 1787 — Синесий (Иванов) (р. 1689), преподобный Русской православной церкви.

### XIX век
- 1810 — Шевалье д’Эон (р. 1728), французский авантюрист, дипломат и разведчик.
- 1841 — Жан-Батист Картье (р. 1765), французский скрипач-виртуоз, композитор и педагог.
- 1850 — Кристоф Фридрих фон Амон (р. 1766), немецкий филолог и богослов.
- 1865 — Кристиан Юргенсен Томсен (р. 1788), датский археолог, выделивший в истории человечества каменный, бронзовый и железный век.
- 1870 — Юзеф Коженевски (р. 1806), польский врач, в 1827—1832 гг. преподаватель Виленского университета.
- 1889 — Гастон Планте (р. 1834), французский физик, изобретатель свинцового аккумулятора.
- 1895 — Франц фон Зуппе (р. 1819), австрийский композитор и дирижёр.

### XX век
- 1915 — Пьер Мартен (р. 1824), французский металлург, разработавший мартеновский способ получения литой стали.
- 1916 — Артур Гёргей (р. 1818), венгерский военачальник, революционер.
- 1918 — Майю Лассила (р. 1868), финский писатель и журналист.
- 1928 — Хидэё Ногути (р. 1876), японский микробиолог.
- 1935 — Джейн Аддамс (р. 1860), американский социолог и философ, лауреат Нобелевской премии мира (1931).
- 1939 — убит Григорий Сокольников (р. 1888), большевик, народный комиссар финансов.
- 1941 — Мирон Полякин (р. 1895), российский и советский скрипач и педагог.
- 1949 — Клаус Манн (р. 1906), немецкий писатель, старший сын Томаса Манна.
- 1957 — Александр Вертинский (р. 1889), русский и советский певец и актёр, лауреат Сталинской премии.
- 1959 — Ираклий Церетели (р. 1881), грузинский и российский политик, революционер, лидер меньшевиков.
- 1960 — Юрий Рерих (р. 1902), русский востоковед, лингвист, филолог, этнограф, путешественник, старший сын Николая и Елены Рерихов.
- 1964 — Джеймс Франк (р. 1882), немецкий физик, лауреат Нобелевской премии (1925).
- 1965 — Джеффри Де Хэвиленд (р. 1882), британский авиаконструктор.
- 1969 — Эмиль Дантинн[англ.] (р. 1884), бельгийский оккультист.
- 1973 — Иван Конев (р. 1897), Маршал Советского Союза, дважды Герой Советского Союза.
- 1978 — Игорь Аничков (р. 1897), русский советский лингвист.
- 1983
  - Александр Пёрышкин (р. 1902), советский педагог, автор школьных учебников по физике.
  - Борис Степанцев (р. 1929), советский режиссёр-мультипликатор.
- 1984 — Сесиль Такаишвили (р. 1906), актриса театра и кино, народная артистка СССР.
- 1987 — Владимир Немоляев (р. 1902), советский кинорежиссёр и сценарист.
- 1991 — Раджив Ганди (р. 1944), индийский политический деятель, премьер-министр (1984—1989).
- 1993 — Витаутас Ландсбергис-Жямкальнис (р. 1893), литовский архитектор, общественный и политический деятель, отец политика Витаутаса Ландсбергиса.
- 2000
  - Барбара Картленд (р. 1901), английская писательница, одна из наиболее плодовитых авторов XX века.
  - сэр Джон Гилгуд (р. 1904), английский актёр, театральный режиссёр, выдающийся исполнитель шекспировских ролей.
  - Эрих Мильке (р. 1907), министр госбезопасности ГДР (1957—1989), генерал армии, дважды Герой ГДР, Герой Советского Союза.

### XXI век
- 2003 — Ярослав Голованов (р. 1932), журналист, писатель и популяризатор науки.
- 2004 — Ефим Березин (сценический псевдоним Штепсель; р. 1919), советский актёр, артист разговорного жанра, народный артист УССР.
- 2007 — Виктор Гвоздицкий (р. 1952), актёр театра и кино, народный артист РФ.
- 2007 — Михаил Алексеев (р. 1918), советский писатель, Герой Социалистического Труда.
- 2011 — Лев Николаев (р. 1937), российский телевизионный обозреватель, популяризатор науки, культуролог.
- 2013 — Доминик Веннер (р. 1935), французский писатель, историк (самоубийство)
- 2025
  - Аласдер Макинтайр (р. 1929), один из ведущих представителей американской политической философии и этики, в частности направления коммунитаризма.
  - Билли Уильямс (р. 1929), английский кинооператор. Лауреат премии «Оскар» за лучшую операторскую работу.

## Приметы
- «На Ивана Богослова загоняй кобылу и паши под пшеницу»[15].